# Jožef Šavli
Jožef „Jožko“ Šavli (* 22. März 1943 in Tolmino, Italien; † 11. März 2011 in Gorizia, Italien) war ein slowenischer Lehrer („Professore“) für kaufmännische Fächer an einer Schule in Gorizia, der Aufsehen erregende Theorien zur Vergangenheit der slowenischen Nation und Sprache entwickelte.

## Leben
Nach der Reifeprüfung an einer Handelsoberschule 1962 und nach dem Diplom an der Universität Ljubljana 1967 setzte er nach einer kurzen Lehrtätigkeit sein Studium in Wien an der damaligen Hochschule für Welthandel fort, wo er 1975 mit einer Dissertation über die Wirtschaftsentwicklung eines niederösterreichischen Bezirks promovierte.
Danach kehrte er zu seiner Lehrtätigkeit als Lehrer im wirtschaftlichen Lehrfach in Görz (Gorizia/Gorica) in Italien zurück.
Šavli stammt aus einer ländlichen Gegend am Isonzo (der slowenischen Soča) im alten Küstenland, das in der Geschichte seit je ein Treffpunkt von Völkern und Kulturen war. Die slowenische, die italienische und die deutsche Kultur sind hier ständig in Berührung gewesen. Dadurch wurde Šavli seit seiner Studienzeit zur Beschäftigung mit der Geschichte, der Nomenklatur und der kulturellen Struktur im Ostalpengebiet angeregt.

## Schwarzer-Panther-Symbol

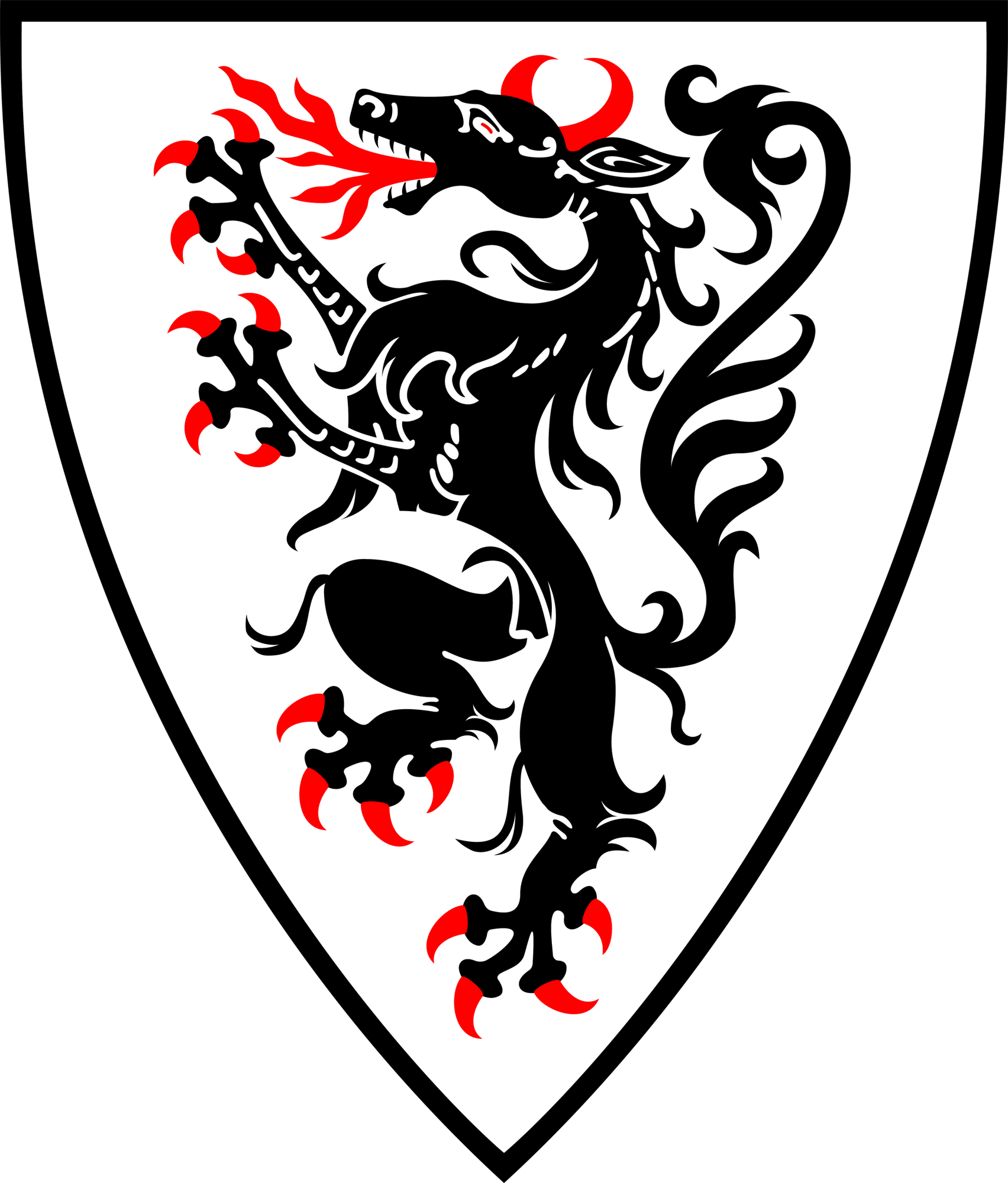
Symbolbild

In den 1980er Jahren „rekonstruierte“ Šavli das heraldische Emblem des schwarzen Panthers als Symbol Karantaniens. Mehrere Adelsfamilien, die, wie er behauptet, vom alten Karantanien stammen, sollen einen Panther in ihrem Wappen geführt haben. Er will auch mehrere Dokumente und Quellen entdeckt haben, die einen schwarzen Panther als ein altes Symbol von Kärnten erwähnen, und meint weiters, auch im silbernen Panther im Wappen der Steiermark den schwarzen Panther wiederzuerkennen. Nach 1991 gab es mehrfach Initiativen, den schwarzen Panther als slowenisches Staatswappen zu installieren.

## Werk
Seine geschichtlichen und ethnographischen Studien wurden vorwiegend in Glas Korotana (Wien) in slowenischer Sprache, aber auch in verschiedenen anderen Zeitschriften von Triest, Ljubljana/Laibach und Kärnten sowie im Internet auf der von ihm begründeten Website www.carantha.net veröffentlicht.
Öffentliche Bekanntheit erreichte Šavli mit der Studie „Unsere Vorfahren – die Veneter“. Zusammen mit Matej Bor griff er darin die alte Veneter-Theorie auf, nach der die Slowenen als Nachkommen der Karantanen von den antiken Venetern abstammen würden und ethnisch daher nicht die Abkömmlinge der erst im 6. Jahrhundert erfolgten slawischen Zuwanderung auf dem Balkan seien.
Andererseits folgerte Šavli, dass die Slawen Europa weit früher besiedelt haben müssten, als dies schriftlich erwähnt werde. Dieser Auffassung entspricht auch seine These über die Herkunft der fränkischen Fremdbezeichnung Wenden, die sich aus der Bezeichnung der ursprünglich an der Weichsel siedelnden und von den Ostgoten unterworfenen Kultur der (Weichsel-)Veneter herleiten lasse. Von Venedae leite sich nämlich das Wort Wenden ab, mit dem im Mittelalter in zahlreichen deutschsprachigen Gebieten die benachbarten Slawen als Windische bezeichnet wurden.
In seinen Veröffentlichungen über Karantanien sah Šavli den Karantanerstaat als frühen politischen Begriff in Mitteleuropa, und er präsentierte sein mittelalterliches „Großherzogtum Karantanien/Kärnten“ als erfolgreiche Vorgängeridee der mitteleuropäischen, die nationalen Grenzen überschreitenden „Alpen-Adria-Region“ im Rahmen der Europäischen Union. In seiner Vorstellung von Karantanien hätten vier Sprachgruppen friedlich nebeneinander politisch koexistiert: slawischsprachige- und deutschsprachige Karantaner, die Neulatein sprechenden Friauler und die romanischen (italienischen) Veneter. Ein Zusammenleben dieser Sprach- bzw. Volksgruppen habe in einer Zeit, in der in Europa nur die Zugehörigkeit zum Christentum entscheidend gewesen sei, kein Problem dargestellt. Diese historische Sichtweise auf Karantanien ist sowohl für die Deutschnationalen auf Kärntner Seite als auch für die panslawische Betrachtungsweise auf slowenischer Seite untypisch. Allerdings wird von wissenschaftlicher Seite ernstlich bezweifelt, dass sich das Machtgebiet der karantanischen Fürsten vom 6. Jahrhundert bis zum 9. Jahrhundert jemals über die Karawanken nach Süden nach Oberkrain erstreckte. Nur im Südosten dürfte sich Karantanien bis ins Gebiet der ehemaligen Untersteiermark erstreckt haben, eine Annahme, die 2003 durch die Entdeckung von Mauerresten des ältesten Kirchenbaus aus karolingischer Zeit auf vermutlich karantanischem Gebiet im Bereich der Georgskirche von Legen, jetzt einem Ortsteil von Windischgraz/Slovenj Gradec, erhärtet wird.
Wie schon Šavlis Venetertheorie und Karantanentheorie wurden auch alle seine folgenden Theorien, wie etwa die mögliche Verwandtschaft von Slowenen und Schweden oder die Ableitung des „Slawen“-Namens („Slovani“) vom Namen der „Sloveneti“, der wiederum zu „Veneti“ verkürzt worden sei, zu Šavlis Ärger von der slowenischen Fachwelt nicht ernst genommen, doch entfachten sie beträchtliche Begeisterung in der Bevölkerung, was den eminenten slowenischen Historiker Bogo Grafenauer (1916–1995) zur Feststellung veranlasste: „Nirgendwo sonst in der Welt finden ähnliche historiographische Ekzentrizitäten ein derart breites Echo wie bei den Slowenen.“ Besonders großen Widerhall fanden sie bei exil-slowenischen Kreisen in Australien, Süd- und Nordamerika, wo sie begeistert diskutiert und erneut veröffentlicht wurden, worauf solche Publikationen Šavli wieder als Bestätigung dienten. Er verstarb wenige Tage vor seinem 68. Geburtstag in Gorizia.

## Schriften
- Jožko Šavli, Matej Bor: Unsere Vorfahren – die Veneter. Hrsg. von Ivan Tomažič. Wien 1988, ISBN 3-85013-110-6
- Jožko Šavli, Karantanien, ein Vorgänger Mitteleuropas Historia magistra est vitae. (Memento vom 25. Mai 2012 im Webarchiv archive.today) In: Zeitdokument »Das gemeinsame Leben« 70 Jahre nach der Volksabstimmung in Kärnten
- Jožko Šavli: Das Mitteleuropa als ein gemeinsames Erbe der Vorgeschichte in geistiger und kultureller Bedeutung. Carantha History of Slovenia Carantania, carantha.net (Memento vom 12. Januar 2013 im Webarchiv archive.today)
- Jožko Šavli: Slovenska znamenja (Slowenische Zeichen). Založba (Verlag) Humar, Gorizia / Bilje 1994. [Es befinden sich im Buch auch deutschsprachige Auszüge und Zusammenfassungen (z. B.: Fürstenstein, Herzogstuhl) aus den relevanten slowenischsprachigen Passagen.]
- Jožko Šavli: Karantanija. Nova Gorica 2007.
- Jožko Šavli: Slovenska država Karantanija (Der slowenische Staat Karantanien). Ljubljana 1990, ISBN 86-7089-001-1
- Jožko Šavli: Karantanski klobuk najpristnejši slovenski simbol (Der karantanische Hut, das kennzeichnendste slowenische Symbol). Glas Korotana (Stimme des Korotan), 1981, 7, 7–37.
- Jožko Šavli: Črni panter – najstarejši karantanski grb (Der schwarze Panther – das älteste karantanische Wappen). Glas Korotana, 1981, 7, 38–68.
- Jožko Šavli: Lipa drevo življenja (Die Linde, der Baum des Lebens). Glas Korotana, 1982, 8, 5–50.
- Jožko Šavli: Veneti naši davni predniki? (Die Veneter, unsere Altvorderen?). Glas Korotana, 1985, 10, 5–50.
- Jožko Šavli: Knežji kamen in njegova simbolika (Der Fürstenstein und seine Symbolik). Glas Korotana, 1986, 11, 4–51.
- Jožko Šavli: Vojvodski stol (Der Herzogstuhl). Glas Korotana, 1987, 12, 7–89.
- Jožko Šavli: Slovenska država Karantanija (Der slowenische Staat Karantanien), Založba Lipa, Koper (Capodistria). Editiones Veneti, Wien; Karantanija, Ljubljana 1990.